# Hemistola volutaria
Hemistola volutaria là một loài bướm đêm trong họ Geometridae.